# 阿尔加米塔斯
阿尔加米塔斯，是西班牙安达卢西亚自治区塞维利亚省的一个市镇。 总面积20平方公里，总人口1371人（2001年），人口密度69人/平方公里。